# Ford S-Max
S-Max je monovolumen napravljen na Ford EUCD platformi odnosno Mondeu. Nije dostupan u SAD-u. U prodaji je 2006. godine kao sportski monovolumen sa 7 sjedala. Smješten je između manjeg C-Max- a i većeg Galaxy-a. S-Max je dobio pozitivne recenzije i hvaljen je zbog svojih voznih osobina, izgleda i praktičnosti a osvojio je titulu Europskog automobila godine 2007. godine.

## Prva generacija
S-Max je najlakše opisati kao monovolumen inačici Mondea jer s njim dijeli praktički sve. S-Max je popularan zbog svojih voznih svojstava ali i praktičnosti poput "Fold Flat" sistema koji drugi i treći red sjedala pritišće u pod tako da je prostor za prtljagu potpuno ravan.
S-Max je dobio 5 zvjezdia i 36 bodova na EuroNCAP testu i bio je najbolji u klasi. 2010. godine poput Mondeo i S-Max je dobio facelift i nove motore.
- S-Max prije facelifta
- S-Max poslije facelifta
- S-Max prije facelifta
- S-Max poslije facelifta

### Motori
Osnovni motor je 2.0 kojeg slijede 2.3 i 2.5, kasnije dolaze 1.6 i 2.0 Ecoboost motori. Dizel počinje s 1.8 a najnoviji je 200 ks snažan 2.2 L model

1.6 Ecoboost - 160 ks - 240 Nm

2.0 - 145 ks - 190 Nm

2.0 Ecoboost - 203/240 ks - 300/340 Nm

2.3 - 160 ks - 210 Nm

2.5 - 220 ks - 325 Nm

1.8 - 125 ks - 285 Nm
2.0 - 115/140/163 ks - 300/340 Nm

2.2 - 170/200 ks - 400/420 Nm

### Mjenjači
Osnovni modeli imaju 5 a jači 6 brzinske ručne mjenjače. Ecoboost 2.0 L motori dolaze serijski s novim 6 brzinskim Powershift mjenjačem.